# Дом, в котором работал Кирилл Керопиан
Дом, в котором работал Кирилл Керопиан — здание, находящееся в Симферополе на углу проспекта Кирова и улицы генерала Попова. Здание построено в конце XIX века. Памятник истории.

## История
Дом из бутового камня был построен в конце XIX века. В здании располагалась частная хирургическо-терапевтическая лечебница и амбулатория имени врача Э. Л. Мюленаля (немецкая больница), основанная в 1898 году.
С 1950 по 1963 год в здании работал советский учёный-медик и хирург Кирилл Керопиан. Позднее на фасаде здания была установлена мемориальная табличка с текстом: «В этом здании с 1950 по 1963 гг. работал видный советский хирург, ученый и педагог, доктор медицинских наук, профессор Кирилл Степанович Керопиан».
Позднее в здании находился Областной пульмонологический центр. По состоянию на 2021 год здание занимает Симферопольский центр паллиативной медицинской помощи (главный врач — Анатолий Петрович Цыбрик).
Приказом Министерства культуры и туризма Украины от 2008 года здание было включено в реестр памятников местного значения как памятник истории. После аннексии Крыма Россией, постановлением Совета министров Республики Крым от 20 декабря 2016 года, дом был признан объектом культурного наследия России регионального значения как памятник градостроительства и архитектуры.